# Giro del Piemonte 2015
La 99.ª edición de la clásica ciclista Giro del Piemonte (llamado oficialmente: Gran Piemonte) fue una carrera en Italia que se celebró el 2 de octubre de 2015 sobre un recorrido de 185 kilómetros con inicio en el municipio de San Francesco al Campo y final en el municipio de Cirié.
La carrera formó parte del UCI Europe Tour 2015, dentro de la categoría 1.HC.
La carrera fue ganada por el corredor belga Jan Bakelants del equipo AG2R La Mondiale, en segundo lugar Matteo Trentin (Etixx-Quick Step) y en tercer lugar Sonny Colbrelli (Bardiani CSF).

## Equipos participantes
Tomaron parte en la carrera 20 equipos: 12 de categoría UCI WorldTeam; y 8 de categoría Profesional Continental. Formando así un pelotón de 151 ciclistas de los que acabaron 72. Los equipos participantes fueron:
| WorldTeams (12)- AG2R La Mondiale - Etixx-Quick Step - Astana - Sky - Cannondale-Garmin - IAM Cycling - Lampre-Merida - Trek Factory Racing - Movistar Team - Tinkoff-Saxo - Lotto NL-Jumbo - Katusha Equipos continentales profesionales (8)- Androni Giocattoli-Sidermec - Southeast - Team Novo Nordisk - Bardiani CSF - Nippo-Vini Fantini - Bora-Argon 18 - MTN-Qhubeka - Colombia |
| |

## Clasificación final
- Las clasificaciones finalizaron de la siguiente forma:[4]

| \| Clasificación general \| Clasificación general \| Clasificación general \| Clasificación general \| Clasificación general \| \| Ciclista \| Ciclista \| Equipo \| Tiempo \| \| \| --------------------- \| --------------------- \| --------------------- \| --------------------- \| --------------------- \| \| 1.º \| Jan Bakelants \| AG2R La Mondiale \| 4 h 17 min 53 s \| \| \| 2.º \| Matteo Trentin \| Etixx-Quick Step \| + 4 s \| \| \| 3.º \| Sonny Colbrelli \| Bardiani CSF \| + 4 s \| \| \| 4.º \| Eduard-Michael Grosu \| Nippo-Vini Fantini \| + 4 s \| \| \| 5.º \| José Joaquín Rojas \| Movistar Team \| + 4 s \| \| \| 6.º \| Sacha Modolo \| Lampre-Merida \| + 4 s \| \| \| 7.º \| Daniele Bennati \| Tinkoff-Saxo \| + 4 s \| \| \| 8.º \| Kristian Sbaragli \| MTN-Qhubeka \| + 4 s \| \| \| 9.º \| Andrea Fedi \| Southeast \| + 4 s \| \| \| 10.º \| Alberto Bettiol \| Cannondale-Garmin \| + 4 s \| \| |                      |                    |                 |
| |                      |                    |                 |
| Fuentes: ProCyclingStats Cycling Quotient Cycling Archives |                      |                    |                 |
| Clasificación general |                      |                    |                 |
| Ciclista | Ciclista             | Equipo             | Tiempo          |
| 1.º | Jan Bakelants        | AG2R La Mondiale   | 4 h 17 min 53 s |
| 2.º | Matteo Trentin       | Etixx-Quick Step   | + 4 s           |
| 3.º | Sonny Colbrelli      | Bardiani CSF       | + 4 s           |
| 4.º | Eduard-Michael Grosu | Nippo-Vini Fantini | + 4 s           |
| 5.º | José Joaquín Rojas   | Movistar Team      | + 4 s           |
| 6.º | Sacha Modolo         | Lampre-Merida      | + 4 s           |
| 7.º | Daniele Bennati      | Tinkoff-Saxo       | + 4 s           |
| 8.º | Kristian Sbaragli    | MTN-Qhubeka        | + 4 s           |
| 9.º | Andrea Fedi          | Southeast          | + 4 s           |
| 10.º | Alberto Bettiol      | Cannondale-Garmin  | + 4 s           |